# Lubartów
Lubartów este un oraș în Polonia.